# Воеводский, Николай Степанович
Никола́й Степа́нович Воево́дский (29 сентября 1888, Санкт-Петербург — 28 января 1975, Барселона) — русский лётчик, герой Первой мировой войны, авиаконструктор.

## Биография
Православный. Из старинного дворянского рода. Сын морского министра адмирала Степана Аркадьевича Воеводского. Младшие братья Сергей, Георгий и Владимир — также офицеры-кавалергарды.
Получил начальное домашнее образование, учился в Петришуле, затем окончил Пажеский корпус (второй в выпуске, 1908), откуда был выпущен корнетом в Кавалергардский полк.
В 1910 году окончил Офицерскую фехтовально-гимнастическую школу, занял второе место во всеармейских соревнованиях по рукопашному бою на ружьях. Через год выиграл эти соревнования, взяв первый Императорский приз. Произведен в поручики 22 июля 1912 года. Увлекался техникой: был заведующим мастерской полка, руководил освоением в полку пулемётов. В 1913 году был начальником полковой школы и временно командовал эскадроном Его Величества.
С 1913 года обучался в Императорском Всероссийском аэроклубе, в 1914 году окончил Офицерскую воздухоплавательную школу. С началом Первой мировой войны добился зачисления в 1-й корпусный авиационный отряд, участвовавший в Восточно-Прусской операции. Удостоен ордена Святого Георгия 4-й степени
За то, что 13 августа 1914 года, при крайне трудной обстановке и исключительной опасности для жизни, под сильным артиллерийским и ружейным огнём неприятеля на изношенном аппарате совершил воздушную разведку по маршруту Солъдау-Ленск-Лаутенбург-Кельпин-Конен— Хенрихсдорф-Сольдау, причём, несмотря на повреждение огнём полевой артиллерии противника пропеллера, обнаружил большой бивак немецких войск около г. Лаутенбурга, и донёс об этом своевременно, что раскрыло намерение противника и дало возможность командиру корпуса принять все меры к парированию намечавшегося противником удара.
В конце 1914 года организовал и возглавил временный отряд Особого назначения для охраны Варшавы от налётов немецких дирижаблей и самолётов. 17 марта 1915 года был переведён в 5-й армейский авиационный отряд, а через неделю назначен его начальником. Помимо командования отрядом занимался разработкой авиационного оборудования и вооружения — так, прицел конструкции Воеводского был принят на вооружение русской авиации. Кроме того, новые образцы оборудования и вооружения испытывались именно в 5-м авиаотряде. Пожалован Георгиевским оружием
За то, что, будучи начальником 5-го армейского авиационного отряда, в ночь с 14 на 15 июля 1915 года, получив приказание бросить в г. Кольно бомбы в расположение стоявшего там штаба 8-й германской армии, успешно достиг упомянутого пункта, где снизившись и точно установив цель, дал возможность наблюдателю сбросить бомбы, которые произвели ясно виденные разрушения в указанной цели. 21-го июля, несмотря на сильный обстрел немецкой артиллерии и явно грозившую опасностью, обнаружил совместно с сопровождавшим его наблюдателем подход четырёх колонн немецких войск к Рожанской излучине, и своевременным донесением дал возможность принять против этого соответствующие меры. 2 августа, вылетев на разведку и встретив немецкий "Альбатрос", атаковал таковой и, когда пулемёт, бывший на аппарате, отказался действовать, а "Альбатрос" в свою очередь атаковал, штабс-ротмистр Воеводский продолжал разведку, которой было обнаружено на шоссе Менженим — Стренкова Гора колонна пехоты и в д. Грабова два полка пехоты, о чем и донёс своевременно.
В 1915 году был удостоен звания военного летчика. В декабре 1915 командирован в Петроград для испытания и приёмки новых самолётов. В этот период впервые представил собственные проекты военных самолётов. В марте 1916 вернулся в свой отряд, а в следующем месяце был назначен командиром Гвардейского авиационного дивизиона. 10 октября 1916 года прикомандирован к Управлению военного воздушного флота и причислен к закупочной миссии по испытанию и приобретению иностранной авиационной техники. Произведен в штабс-ротмистры 3 июня 1916 года, в ротмистры — 9 июля 1917 года. Выехал в Англию, где состоял в распоряжение военного агента генерал-лейтенанта Ермолова. Также сотрудничал с военным агентом во Франции графом Игнатьевым, принимал участие в испытаниях и покупке новых французских самолётов и двигателей.
После того, как большевики заключили Брестский мир, поступил в британские Королевские ВВС с чином майора. При этом числился авиационными агентом ВСЮР при английской армии. После войны Воеводский остался в Англии, так как британское Военное министерство было заинтересовано в его проектах самолётов. В 1918—1919 годах выбранные модели прошли испытания, а в 1922 году началось строительство самолёта модели «Дредноут». В 1924 строительство было завершено, однако руководство ВВС потеряло интерес к разработкам Воеводского после аварии самолёта. Он был вынужден прекратить конструкторскую деятельность и приобрел антикварную лавку.
В 1927 году вместе со своей будущей женой англичанкой ирландского происхождения Дороти Уэбстер приобрёл участок на берегу Средиземного моря в Испании, возле города Палафружель, где впоследствии построил замок, вокруг которого был разбит парк — ныне ботанический сад Кап-Роч (Jardín Botánico de Cap Roig). Идея принадлежала Дороти Уэбстер, увлекавшейся разработкой дизайна интерьеров, архитектурой и ландшафтным дизайном. Покупка большого участка земли на каталонском побережье стоила относительно недорого из-за низкой цены на считавшуюся «плохой» землю. Здание замка в средневековом стиле было построено с использованием камней заброшенных окрестных старинных строений. Наибольшее внимание было уделено саду, площадь которого заняла 17 гектаров, где было собрано около 1000 различных видов растений. Успех в создании собственного замка помог Воеводскому и его супруге создать профессиональную репутацию в среде аристократии, и впоследствии ими были также спроектированы замки актрисы Мадален Кэррол в Калонже, особняк лорда Инскапа на мысе Санья в Паламосе и ряд других. В 1969 году комплекс Капа-Роч был передан Воеводскими одному из банков Испании на условиях сохранения всего устройства замка и сада неизменными. Сейчас замок открыт для общественного посещения, там проводятся ежегодные летние музыкальные фестивали.
В 1936 году, с началом Гражданской войны в Испании, поступил добровольцем во франкистскую армию. Помогал франкистам в организации боевой авиации и подготовке лётчиков. После победы генерала Франко остался жить в Испании. Скончался в 1975 году в Барселоне. Похоронен вместе с женой, пережившей его на несколько лет, в собственном поместье, над обрывом. Над могилой установлен православный крест, обращённый в сторону России.

## Семья
Был женат на графине Марии Михайловне Перовской-Петрово-Соловово (1895—1978), фрейлине двора (1914), правнучке Г. Ф. Петрово-Соловово. После 1917 года долгое время жила в Англии. Разойдясь с мужем, переехала к дочери в Вашингтон, где по её инициативе был создан отдел Американско-русского союза помощи иммигрантам, 12 лет была его председательницей. Имела сына и дочь Марию (в замуж. Ned Russel; 1916—?).
С 1928 года был женат на англичанке Дороти Уэбстер (Dorothy Webster).

## Конструкторские разработки
Первые собственные изобретения Николая Воеводского относятся к периоду Первой Мировой войну, в ходе которой он командовал авиаотрядом. Помимо боевых вылетов и обязанностей командира, Воеводский уделял много времени разработке новых типов самолётного оснащения и вооружения. В частности, он изобрёл новые виды держателей для бомб, устройство обогрева моторов, ряд средств связи и корректировки артиллерийского огня, а также принял активное участие в общем переходе в российской авиации к пулемётам с ленточным питанием типа «Максим» и «Виккерс» вместо недостаточно надёжного лёгкого пулемёта с магазинным питанием «Мадсен». Первые конструкторские разработки самолётов относятся к зиме 1915/16 годов, которую Воеводский провёл в Петербурге на авиационных заводах и в аэродинамических лабораториях.
После подписания Брестского мира, Воеводский переходит на службу в британские ВВС, и представляет авиационному министерство Великобритании ряд своих перспективных проектов, которые представляли собой вариации концепции свободнонесущего моноплана чистых аэродинамических форм, с крылом большой толщины профиля, плавно переходящем в фюзеляж, который также вписывался в аэродинамический профиль, то есть был несущим. Идея заинтересовала британских авиационных специалистов и Воеводский получил поддержку и финансирование. Им были разработаны проекты нескольких самолётов различного назначения и весовых категорий - от лёгких истребителей до тяжёлых бомбардировщиков, самолётов сухопутных и морских, а также большого дирижабля жёсткой конструкции «птерогоидальной» внешней формы.
Англичане выбрали из всего этого многообразия для реализации проект одномоторного скоростного разведчика и тяжёлый пассажирский двухмоторный самолёт под авторским индексом W-7, который впоследствии и было решено строить в металле. Был объявлен конкурс исполнителей, который выиграла компания Westland, конструкторы которой внесли в изначальный проект существенные изменения - был уменьшен размах крыльев с 30 до 21 метра, длина фюзеляжа равнялась 19,6 м, площадь крыльев - 78 кв.м. Два крыльевых мотора были заменены одним в носу фюзеляжа, мощностью 450 л.с. Крыло «Дредноута» (такое название получил самолёт, несмотря на своё мирное, пассажирское назначение) было цельнометаллическим, с обшивкой из полотна. Внутри размещался топливный бак. Самолёт нёс 8 пассажиров. Фюзеляж был обшит дюралюминием и фанерой. Кабина пилотов была открытой, а шасси - неубирающимся. Взлётный вес составил примерно 3 тонны.
9 мая 1924 состоялся пробный полёт, в результате которого на посадке самолёт сорвался в штопор из-за ошибки пилота. Это, в сочетании с послевоенным урезанием новых конструкторских разработок в авиации, стало завершением работы над W-7.

## Награды
- Орден Святого Владимира 4-й ст. с мечами и бантом (ВП 18.01.1915)
- Георгиевское оружие (ВП 26.09.1916)
- Орден Святого Георгия 4-й ст. (ВП 13.10.1916)
- Орден Святой Анны 4-й ст. с надписью «За храбрость» (ВП 31.12.1916)
- Орден Святого Станислава 3-й ст. с мечами и бантом (ВП 17.01.1917)

Иностранные:
- гессенский Орден Филиппа Великодушного (1909)